# Edgar Vos
Edgar Vos (Makassar, 5 juli 1931 – Fort Lauderdale, 13 januari 2010) was een Nederlands modeontwerper.
Vos wordt beschouwd als een van de invloedrijkste modeontwerpers van Nederland en werd samen met Max Heymans en Frank Govers gerekend tot de grote drie van de Nederlandse modeontwerpers. Vos studeerde aan de Gerrit Rietveld Academie en liep stage bij Christian Dior. In 1971 opende Vos zijn eerste salon. Vos werd ook weleens de keizer van de Nederlandse modeontwerpers genoemd. Hij ontving in 1994 de Max Heymans-ring, de hoogste mode-onderscheiding die Nederland kent.
Vos ontwierp kleding voor onder anderen pianist Pia Beck, actrice Josephine van Gasteren, de zwemsters Erica Terpstra en Ada Kok en de zangeressen Liesbeth List en Martine Bijl. Ook prinses Christina behoorde tot zijn klanten. Maar hij ontwierp ook uniformen voor het personeel van luchtvaartmaatschappij Martinair, de douane en de bodes van de Tweede Kamer.
Sinds 2000 was Vos minder actief als modeontwerper, in dit jaar gaf hij zijn laatste modeshow in Hotel Hilton te Amsterdam. Op 21 juni 2009 heeft Vos samen met assistent en opvolger ontwerper Paul Schulten het nieuwe atelier van Arnhem Fashion Factory monsteratelier in Arnhem geopend.

## Levensloop
Vos werd geboren in Makassar in Nederlands-Indië als zoon van een gezaghebber op een pakketboot; deze had voor zijn zoon een carrière in de scheepvaart voor ogen. Edgar voelde hier echter weinig voor. Een tijd lang heeft Vos doorgebracht in een jappenkamp, na de Tweede Wereldoorlog studeerde hij in Amsterdam aan de modeafdeling van de Gerrit Rietveld Academie, waar hij cum laude afstudeerde. Hierna begon hij zonder succes een hoedensalon in Den Haag. In 1963 presenteerde hij voor het eerst een eigen collectie van haute-couturemodellen. In 1971 opende Vos in de P.C. Hooftstraat in Amsterdam Edgar Vos Coutures. Hij kreeg al snel de reputatie van een klassieke en kwalitatief hoogstaande modeontwerper. In 2000 ging Vos met pensioen, zijn assistent Paul Schulten die hem al sinds 1995 assisteerde, nam Vos' atelier en klantenkring over.
Vos was op vakantie in Florida toen hij verschijnselen van een longontsteking kreeg. Dinsdag werd hij in het Broward General Medical Centre in Fort Lauderdale opgenomen, waar hij woensdag 13 januari 2010 om 14.00 uur lokale tijd overleed aan een hartaanval. Zijn partner Geert Eijsbouts (1943-2017) overleed zeven jaar na hem. Vos en Eijsbouts hebben een graf op Zorgvlied. 

## Trivia
- Vos was eveneens kritisch naar de nieuwe generatie modeontwerpers en hun creaties. Zo zei hij in een interview met De Telegraaf: „Ik ben nu bijna zeventig en vind dat het tijd is om plaats te maken voor een nieuwe generatie. Ook vind ik bijna alles wat ik in de modebladen zie spuuglelijk! [...] Ik zou er nog niet dood in gevonden willen worden.”[7]

## Externe link

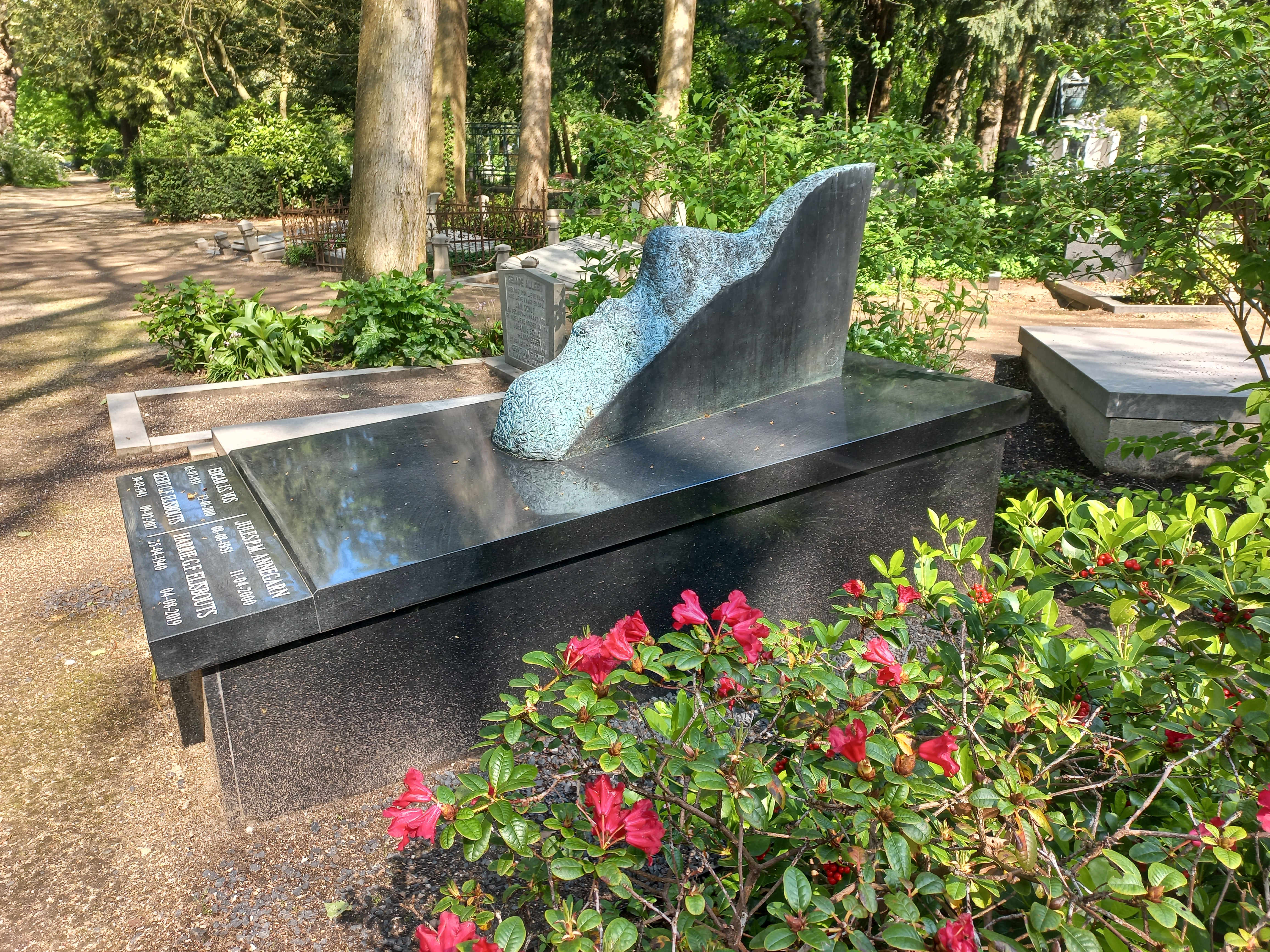
Graf Vos en Eijsbouts, Zorgvlied (mei 2023)